# Kanton Langres
Langres is een kanton van het Franse departement Haute-Marne. Het kanton maakt deel uit van het arrondissement Langres.

## Gemeenten
Het kanton Langres omvatte tot 2014  de volgende 22 gemeenten:
- Balesmes-sur-Marne
- Champigny-lès-Langres
- Chanoy
- Chatenay-Mâcheron
- Courcelles-en-Montagne
- Culmont
- Faverolles
- Humes-Jorquenay
- Langres (hoofdplaats)
- Marac
- Mardor
- Noidant-le-Rocheux
- Ormancey
- Peigney
- Perrancey-les-Vieux-Moulins
- Saint-Ciergues
- Saints-Geosmes
- Saint-Martin-lès-Langres
- Saint-Maurice
- Saint-Vallier-sur-Marne
- Vauxbons
- Voisines

Na de herindeling van de kantons bij decreet van 17 februari 2014, met uitwerking op 22 maart 2015 omvatte het kanton 19 gemeenten.

Op 1 januari 2016 werden de gemeenten Balesmes-sur-Marne en Saints-Geosmes samengevoegd tot de fusiegemeente (commune nouvelle) Saints-Geosmes.

Sindsdien omvat het kanton volgende 18 gemeenten : 
- Beauchemin
- Champigny-lès-Langres
- Chanoy
- Chatenay-Mâcheron
- Chatenay-Vaudin
- Faverolles
- Humes-Jorquenay
- Langres
- Lecey
- Marac
- Mardor
- Ormancey
- Peigney
- Perrancey-les-Vieux-Moulins
- Saint-Ciergues
- Saint-Martin-lès-Langres
- Saint-Maurice
- Saints-Geosmes